# Heaven Shall Burn... When We Are Gathered
Heaven Shall Burn... When We Are Gathered este al IV-lea album de studio al trupei suedeze de black metal Marduk. Albumul a fost lansat in anul 1996 de Osmose Productions și remasterizat în anul 2006 de către Regain Records .

## Tracklist
1. "Summon the Darkness" – 0:21
2. "Beyond the Grace of God" – 5:17
3. "Infernal Eternal" – 4:41
4. "Glorification of the Black God" – 4:52
5. "Darkness it Shall Be" – 4:40
6. "The Black Tormentor of Satan" – 4:15
7. "Dracul va Domni Din Nou in Transilvania" – 5:39
8. "Legion" – 5:55
9. "Beyond the Grace of God" (Demo-Version) – 5:21 *
10. "Glorification" (Demo-Version) – 4:07 *
11. "Black Tormentor"/"Shadow of our Infernal King" (Demo-Version) – 4:20 *
12. "Infernal Eternal"/"Towards the Land of the Damned" (Demo-Version) – 4:36 *

- Bonus track de la versiunea remasterizată de Regain Records în 2006. *

## Componență
- Erik "Legion" Hagstedt - voce
- Morgan Steinmeyer Håkansson - chitară
- Bogge "B. War" Svensson - bas
- Fredrik Andersson - baterie